# تفاح دومري
تفاح دومري (الاسم العلمي:Malus doumeri) هو نوع من النباتات يتبع جنس التفاح من الفصيلة الوردية.